# Tammus
Tammus (hebräisch תמוז, von akkadisch du-muzu) ist der zehnte Monat des bürgerlichen und der vierte im religiösen jüdischen Kalender. Er hat 29 Tage und fällt im gregorianischen Kalender meist in die Zeit von Juni und Juli.
In der Bibel trägt dieser Monat der Nummerierung der anderen Monate folgend einfach den Namen „der vierte Monat“: „Am neunten Tag des vierten Monats war in der Stadt die Hungersnot groß geworden, und die Bürger des Landes hatten kein Brot mehr.“ (2 Kön 25,3 )
Der heutige Name entstammt dem Babylonischen Kalender, der während des Babylonischen Exils zwischen 586 v. Chr. und 536 v. Chr. von den Juden übernommen wurde. Tammuz war die babylonische Gottheit der Frühlingsfruchtbarkeit, die nach damaliger Vorstellung in den Monaten Nisan, Ijjar und Siwan regierte und zu Ende des Siwan starb: „Dann brachte er mich zum Nordtor am Haus des Herrn. Dort saßen Frauen, die Tammus beweinten.“ (Ez 8,14 ) Erst später wurde der auf Siwan folgende Monat als Todesmonat der Gottheit nach dieser benannt.
Tammus ist immer 29 Tage lang und markiert den Sommeranfang. Der Monat steht im Sternzeichen Krebs.
Der arabische Monatsname Tammus und der türkische Monatsname Temmuz sind ebenfalls auf die babylonische Gottheit zurückzuführen.

## Jüdische Feiertage im Monat Tammus
- Der Fasttag Schiwa Assar beTammus am 17. Tammus, der bei Sonnenuntergang beginnt, ist der erste der in der Bibel aufgezählten Fasttage: „So spricht der Herr der Heere: Das Fasten des vierten, das Fasten des fünften, das Fasten des siebten und das Fasten des zehnten Monats werden für das Haus Juda Tage des Jubels und der Freude und froher Feste sein.“ (Sach 8,19 EU) Er wird im Gedenken an den zweifachen Abriss der Jerusalemer Stadtmauer zuerst durch Nebukadnezar im Jahre 586 v. Chr., danach durch Vespasian im Jahr 70, drei Wochen vor der Einnahme der Stadt und der Zerstörung des zweiten Tempels von Jerusalem durch die Römer am 9. Av des Jahres 70, gefeiert.
- Die „Drei Wochen“, die Zeitspanne zwischen 17. Tammus und 9. Av.